# Adolf August Friedrich von der Wense
Adolf August Friedrich von der Wense (* 1. Oktober 1754; † 28. August 1836 in Hannover) war ein Kurfürstlich Hannoverscher sowie Königlich Hannoverscher Hofbaudirektor und Geheimer Kammerrat.

## Leben
Adolf August Friedrich von der Wense wurde 1754 zur Zeit der Personalunion zwischen Großbritannien und Hannover geboren als ein Mitglied des Adelsgeschlechtes von der Wense.
Ab 1798 war er Direktor des Oberhof-, Bau- und Garten-Departements, spätestens ab 1802 auch Geheimer Kammerrat. In dieser Leitungsfunktion stand er 1802 seinem Sekretär Georg Friedrich Baring vor, sowie beispielsweise den seinerzeitigen Hof-Bediensteten
- Johann Georg Schachtrupp, Hofbau-Commissair;
- Benjamin Hase, Hofbaumeister;
- Christian Ludewig Witting, Vize-Hofbaumeister;
- Johann Just Cleves, Hofbau-Conducteur zu Herrenhausen.[2]

Auch die „Herrenhäuser Ziegeley-Administration“ unter dem Verwalter Carl Ludewig Schädler unterstand von der Wense.
Nur zögerlich unterstützte von der Wense finanziell das als Reise Ruthe erschienene Tagebuch des hannoverschen Hofgärtners Heinrich Ludolph Wendland.
Adolf August Friedrich von der Wense korrespondierte zwischen 1822 und 1829 mehrfach mit dem Archivar Georg Kestner senior.

## Archivalien
Archivalien von und über Adolf August Friedrich von der Wense finden sich beispielsweise
- in der Universitätsbibliothek Leipzig im Nachlass Georg Kestner senior und junior: Mehrere handschriftliche Briefe von von der Wense an Kestner senior aus der Zeit von 1822 bis 1829[5]